# Торецький хлібокомбінат
ПрАТ «Торецький хлібокомбінат» — підприємство міста Торецьк.

## Історія підприємства
Відкрите акціонерне товариство Торецький хлібокомбінат засновано відповідно до рішення Донецького регіонального відділення Фонду держмайна України від 13.09. 1995 року № 4687  шляхом перетворення державного підприємства Дзержинський хлібокомбінат у відкрите акціонерне товариство, пізніше змінене на ПрАТ.
Торецький хлібокомбінат був побудований в 1931 році з проектною потужністю 16 тонн на добу. Під час німецько-радянської війни завод був зруйнований. Із захопленням Донбасу ЧА в 1943 році почалося відновлення заводу. До кінця 1943 року хлібозавод почав випікати хліб.
З 1947 року підприємство почали реконструювати. У 1950 році була проведена реконструкція хлібного цеху, дві печі УТС були замінені на конвеєрні печі ХВЛ підвищеної потужності. У 1957 році було реконструйовано тістомісильний цех.
У 1970 році підприємство було газифіковано, побудовано новий склад сировини та холодильна установка для охолодження води в літній час для технологічних потреб. У 1975 році став до ладу склад безтарного приймання та зберігання борошна. У 1977 році розширені і переобладнані: буфет, побутові приміщення, побудована і запущена лінія з прийому та переробки молочної сироватки, що покращує біологічну цінність хліба. У 1978 році побудований новий кондитерський цех.
З 1980 року понад 25 років підприємство очолював Лебедєв В'ячеслав Федорович. 2009 року головою правління ВАТ «Дзержинський (нині — Торецький) хлібокомбінат» призначений І.Рибак.

## Характеристика підприємства
Потужність підприємства становить 35-40 тонн на добу.
ПрАт Торецький хлібокомбінат складається з основних цехів: хлібного, булочного, кондитерського. Нещодавно побудований цех з виробництва житнього солоду. Механічні майстерні оснащені сучасним обладнанням, пральня, автозаправна станція, мережа фірмових магазинів «Свіжий хліб». Підприємство є одним з провідних підприємств невеликого шахтарського містечка. Основними видами діяльності ПрАТ Торецький хлібокомбінат є:
- Виробництво і реалізація хлібобулочних і кондитерських виробів.
- Виробництво, переробка і реалізація сільськогосподарської продукції.
- Організація та здійснення оптової та роздрібної торгівлі хлібобулочними, кондитерськими виробами та іншою продукцією власного виробництва.

ПрАТ Торецький хлібокомбінат працює відповідно до заявок торговельних організацій. Тому обсяги продукції, що випускається коливаються в залежності від попиту, а також платоспроможності населення міста. Виробництво ведеться в 2 зміни. Дрібноштучні та здобні вироби випікаються в 3 зміни. У робочому стані перебувають 1 подова, 1 формова піч у хлібному цеху, 2 подові печі в булочний цеху. Підприємство оснащене сучасним обладнанням. Придбано і встановлено в булочний цеху електропіч з випікання батонів. З метою підвищення якості подового хліба в 2000 році в хлібному цеху встановлено тунельна піч ППЦ 212250Х2. Встановлено газовий пальник БГГ-0, 34 в 2001 році. Введена в експлуатацію холодильна машина 7МВВ-9-2-2 в 2002 році. Введена в експлуатацію холодильна машина МВТ-20-2-0 для приготування охолодженої води в 2002 році. Встановлено водогрійний газовий котел Альфа-Спринт в цеху з виробництва солоду в 2002 році. Придбано два водогрійні котли BAXI для реконструкції опалення в кондитерському цеху.
Наразі на підприємстві випускається 8-10 найменувань хліба, 25-30 найменувань булочних та здобних виробів, 14-20 найменувань кондитерських виробів. Середньодобове виробництво становить 17,2 т. Підприємство постійно надає спонсорську допомогу медичним установам міста, міському дитячому притулку, школі-інтернату, міському відділу фізкультури і спорту, художнім колективам ДК України. Створення нормальних умов праці, турбота про здоров'я працівників одне з головних напрямів діяльності Правління ВАТ. З метою профілактичного медичного огляду працівників і їх сімей регулярно раз на рік проводиться діагностичне обстеження висококваліфікованими фахівцями Донецького Центру Діагностики. Функціонує свій стоматологічний кабінет.
Сьогодні на хлібокомбінаті працює 174 людини.

## Досягнення
- Київ 2009 рік — видано сертифікат — ISO 9001:2008, IDT відповідає вимогам ДСТУ SSO 9001-2009 «Системи управління якістю»
- 2009 рік — Всеукраїнський конкурс якості продукції «100 найкращих товарів України» — переможець у номінації «Продовольчі товари» — кекс «Дзержинський»
- 2010 рік — 15 ювілейна міжнародна спеціалізована виставка «Хліб 2010» — дегустаційний конкурс: ГРАН-ПРІ — Хліб «Полтавський»; золото — хліб «Любительський», батон «Посольський новий», слойка з начинкою, пряник «Дзержинський».[3]